# Heinz Schildan
Heinz Schildan (* 18. Mai 1941) ist ein ehemaliger deutscher Eishockeyspieler, der auf der Position des Verteidigers eingesetzt wurde.

## Karriere
Schildan spielte von 1960 bis 1967 für die SG Dynamo Weißwasser in der Oberliga der DDR und wurde fünf Mal Meister der DDR. Er absolvierte zwischen 1961 und 1966 22 Weltmeisterschaftsspiele für die DDR-Nationalmannschaft und gewann mit ihr Bronze bei der Europameisterschaft 1966. Für seine Verdienste wurde er in die Hall of Fame des deutschen Eishockey aufgenommen.